# Sègbohouè
Sègbohouè est l'un des neuf arrondissements de la commune de Kpomassè dans le département de l'Atlantique au Bénin,.

## Géographie

### Localisation
Sègbohouè est situé au sud-ouest de la commune de Kpomassè. Il est limité au nord par Tokpa-Domè et Aganmalomè, à l'ouest par la commune de Comè, à l'est par Kpomassè et au sud par Agbanto et Agonkanmè.

### Administration
Sur les 76 villages et quartiers de ville que compte la commune, l'arrondissement de Sègbohouè groupe 06 villages que sont: 
1. Couffonou
2. Sègbohouè Aclomè
3. Sègbohouè Kpodji
4. Hinmadou
5. Kpindjakanmè
6. Télokoé-Ahouya

## Histoire
L'arrondissement de Sègbohouè est une subdivision administrative béninoise. Dans le cadre de la décentralisation au Bénin, il devient officiellement un arrondissement de la commune de Kpomassè le 27 mai 2013 après la délibération et adoption par l'Assemblée nationale du Bénin en sa séance du 15 février 2013 de la loi n° 2013-O5 du 15/02/2013 portant création, organisation, attributions et fonctionnement des unités administratives locales en République du Bénin.

## Démographie

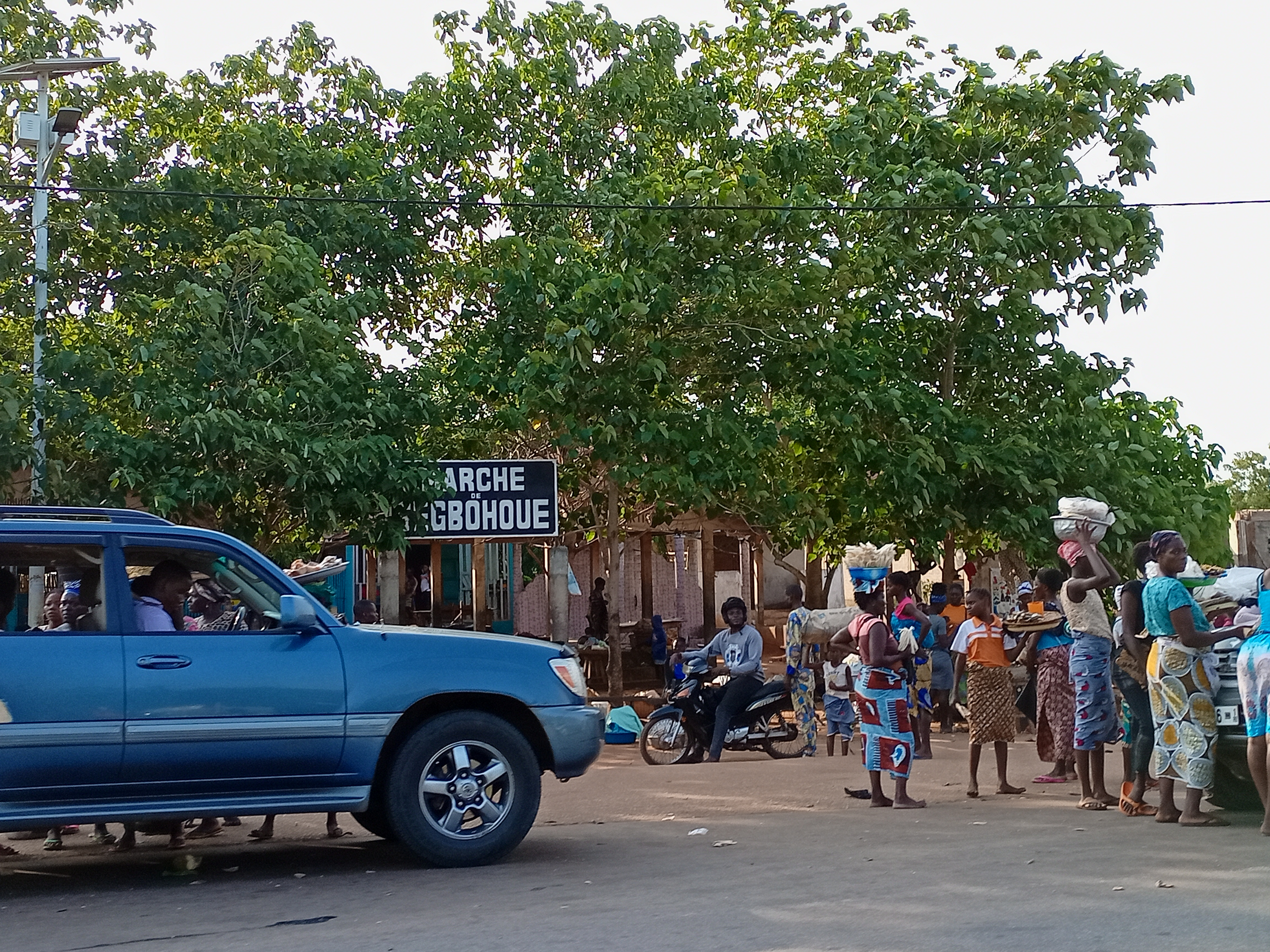
Marché de Sègbohouè

Selon le recensement de la population de 2013 conduit par l'Institut national de la statistique et de l'analyse économique (INSAE), Sègbohouè compte 1660 ménages avec 7 347 habitants,.
| Indicateur           | 2013 |
| -------------------- | ---- |
| Nombre de ménages    | 1660 |
| Population féminine  | 3591 |
| Population masculine | 3756 |
| Population totale    | 7347 |

La population est composée de plusieurs ethnies dont les Adja et les Fon sont majoritaires.